# Гата (Омиш)
Гата (хорв. Gata) — населений пункт у Хорватії, у Сплітсько-Далматинській жупанії у складі міста Омиш.

## Населення
Населення за даними перепису 2011 року становило 567 осіб.
Динаміка чисельності населення поселення:

## Клімат
Середня річна температура становить 12,10 °C, середня максимальна – 24,22 °C, а середня мінімальна – -0,02 °C. Середня річна кількість опадів – 889 мм.
| Клімат поселення                              | Клімат поселення | Клімат поселення | Клімат поселення | Клімат поселення | Клімат поселення | Клімат поселення | Клімат поселення | Клімат поселення | Клімат поселення | Клімат поселення | Клімат поселення | Клімат поселення | Клімат поселення |
| Показник                                      | Січ.             | Лют.             | Бер.             | Квіт.            | Трав.            | Черв.            | Лип.             | Серп.            | Вер.             | Жовт.            | Лист.            | Груд.            |                  |
| Середній максимум, °C                         | 8,36             | 7,87             | 10,53            | 13,96            | 18,88            | 22,77            | 24,18            | 24,22            | 19,88            | 15,72            | 10,94            | 8,71             |                  |
| Середня температура, °C                       | 4,43             | 3,93             | 6,58             | 10,02            | 14,93            | 18,83            | 21,30            | 21,32            | 17,00            | 12,85            | 8,07             | 5,84             |                  |
| Середній мінімум, °C                          | 0,48             | −0,02            | 2,64             | 6,07             | 11,00            | 14,88            | 18,45            | 18,48            | 14,15            | 10,00            | 5,21             | 2,98             |                  |
| Норма опадів, мм                              | 75               | 67               | 71               | 76               | 61               | 59               | 38               | 53               | 76               | 100              | 116              | 97               |                  |
| Середньомісячна швидкість вітру, м/с          | 3.80             | 4.08             | 3.97             | 3.66             | 3.22             | 2.89             | 2.86             | 2.80             | 3.24             | 3.50             | 4.21             | 4.32             |                  |
| Середньомісячна сонячна радіація, кДж/м²·день | 5574             | 8210             | 11900            | 16164            | 19947            | 22618            | 24291            | 21391            | 16015            | 10410            | 5998             | 4722             |                  |
| --------------------------------------------- | ---------------- | ---------------- | ---------------- | ---------------- | ---------------- | ---------------- | ---------------- | ---------------- | ---------------- | ---------------- | ---------------- | ---------------- | ---------------- |
| Джерело:                                      |                  |                  |                  |                  |                  |                  |                  |                  |                  |                  |                  |                  |                  |